# Peñón de Zaframagón
El peñón de Zaframagón es una formación rocosa de Andalucía (España) situada en los términos municipales de Olvera (Cádiz) y Coripe (Sevilla), en el límite de ambas provincias.
El 28 de julio de 1989 se declaró un área de 448 ha como «Reserva Natural del Peñón de Zaframagón».

## Características
Se trata de un macizo dolomítico jurásico de unos 584 metros, en el que también aparecen margas y margocalizas cretácicas. En su ladera norte se pueden apreciar coluviones de naturaleza calcárea y dolomítica. En su parte sur, en la zona del río, existen unas pequeñas terrazas aluviales constituidas por arenas y gravas de edad cuaternaria.
El elemento más significativo de su relieve lo constituye la garganta del Estrechón, profundizada por el río Guadalporcún, afluente del Guadalete. Situado dentro del recorrido de la Vía Verde de la Sierra, que está formada por seis pueblos pertenecientes a las provincias de Sevilla y Cádiz; situados dentro de la ruta de los pueblos blancos son: Coripe, El Coronil, Montellano, Olvera, Pruna y Puerto Serrano. Esta reserva natural se encuentra en los límites de los términos municipales de Olvera y Coripe al norte de la Sierra de Líjar contribuyendo a la reserva natural en la cual se encuentra la mayor colonia de buitres leonados de Andalucía con 200 parejas reproductoras censadas. Las colonias de buitres sobreviven gracias a las vastas explotaciones ganaderas de estas comarcas.

## Interés
Otras importantes especies de aves se dan citas en esta reserva. Así, entre las rapaces que habitan o frecuentan el peñón cabe señalar el Alimoche, el Águila Perdicera, el Halcón Común, y el Búho Real. Entre las plaseriformes están presenten el Avión roquero, Cogujada Montesina, Collalba Negra y Roquero Solitario. Entre los córvidos, también se encuentran la Grajilla, la Chova Piquirroja y el Cuervo. 
La Reserva Natural del Peñón de Zaframagón tiene también interés desde el punto de vista florístico, sus mayores singularidades botánicas aparecen fundamentalmente representadas en dos tipos de formaciones: la vegetación que acompañan a los cursos de agua y la vegetación que crece sobre los paderones y áreas más escarpadas del peñón.
La consejería de Medio Ambiente ha catalogado esta Reserva Natural como Zona de especial protección para las aves (ZEPA).

## Flora

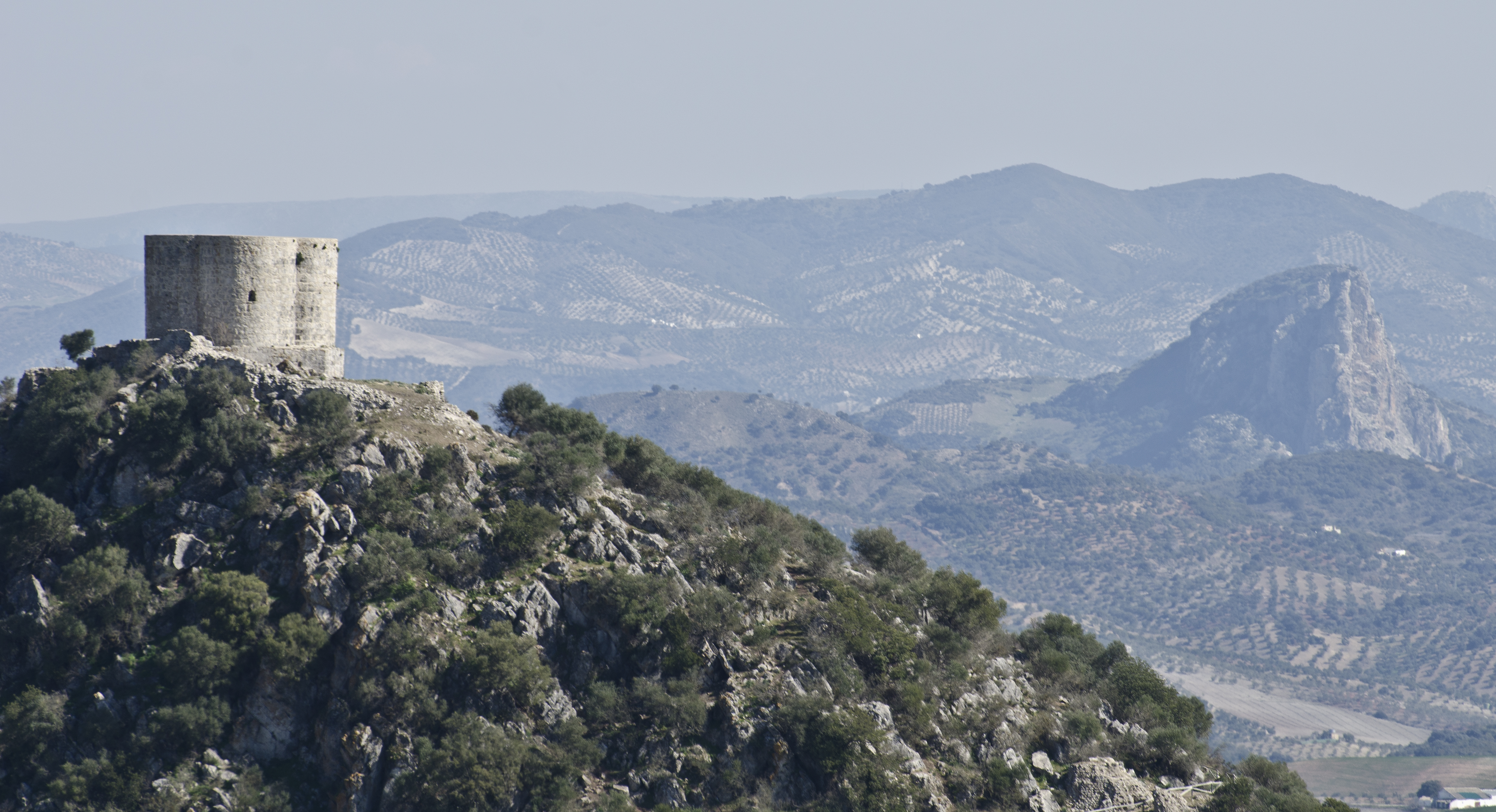
Peñón y Castillo de Cote

Se caracteriza por la vegetación de arbustos y matorral, que cubre la zona más baja. Las cimas en cambio destacan por carecer de vegetación.
Se pueden encontrar olivos y olivos silvestres en la ladera oriental y la vegetación de arbustos consta de lentiscos, romero, olivos silvestres, jaras...
En la vegetación de orilla podemos encontrara adelfas, tarajes, juncos, zarzaparrillas…
Algunas de las especies vegetales que se encuentran en este lugar son:
- Fresno Común
- Álamo Blanco
- Encina
- Olivo silvestre
- Lentisco
- Jara pringosa
- Taraje
- Romero
- Retama
- Adelfa
- Álamo Negro
- Algarrobo

## Fauna

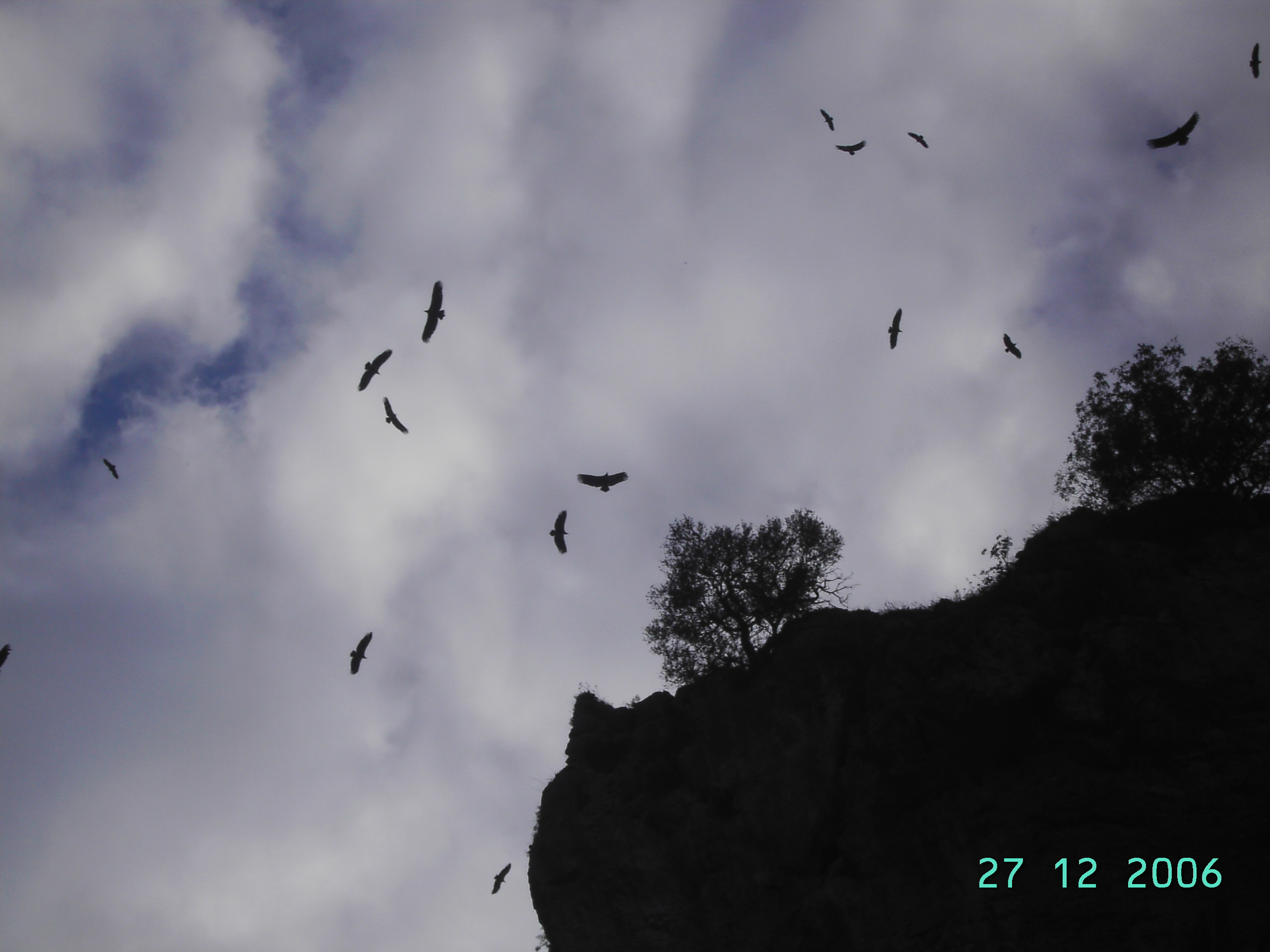
Buitres sobrevolando el peñón

Entre los mamíferos depredadores que tienen su hábitat en el peñón están los zorros, ginetas, tejones, comadrejas…
Hay importantes especies de rapaces como el águila perdicera, el halcón peregrino…
Pero sin duda la colonia más importante es la de buitres leonados, siendo una de las mayores de Andalucía.
Ejemplares que se pueden encontrar:
- Aves
  - Buitre Leonado
  - Abejaruco Común
  - Halcón Peregrino
  - Garza Real
  - Martín Pescador
  - Cernícalo Primilla
  - Alimoche Común
  - Águila culebrera
  - Águila perdicera
  - Búho Real
- Mamíferos
  - Meloncillo
  - Gineta
  - Tejón Común
  - Comadreja
  - Zorro
  - Liebre Común
  - Erizo Común
- Reptiles, Anfibios y Peces
  - Culebra de agua
  - Lagarto Ocelado
  - Lagartija cenicienta
  - Rana verde
  - Culebra bastarda
  - Galápago leproso
  - Barbo
  - Boga
  - Carpa

## Observatorio
Junto al peñón, en la Vía Verde de la Sierra existe un Centro de Interpretación con un observatorio de aves.
En este observatorio tiene su sede la "Asociación Astronómica Vía Verde de la Sierra"."Ministerio de Agricultura, Pesca y Alimentación" (ed.). «"Camino Natural Vía Verde de La Sierra"». Consultado el 6 de agosto de 2021.

OBSERVATORIO ASTRONÓMICO:
Desde hace algunos años, en el Centro de Recepción de Visitantes, a escasos metros del Observatorio de Aves, está la Sede de la Asociación de Astronomía Vía Verde de la Sierra, que cuenta con varios TELESCOPIOS DE GRAN TAMAÑO, cámaras CCD y diverso material Astronómico para contemplar el Cielo desde una Zona libre de contaminación, considerada así por la Fundación Starligth. Se pueden reservar NOCHES DE OBSERVACIÓN a través de la Fundación Vía Verde de la Sierra.

## Historia
Según relata la Crónica General, la villa y castillo de "Çafra Mogón" fueron tomados por las huestes de Fernando III hacia 1240 al tiempo que Morón y Cote, quedando despoblados desde entonces, salvo algún uso como atalaya hasta el siglo XV.